# Pêro da Covilhã

Le trajet de Pêro da Covilhã en vert (avec Afonso de Paiva) puis en orange (seul)

Pêro da Covilhã, ou Pedro de Covilham (pron. IPA ['peɾu dɐ kuvi'ʎɐ̃]), né vers 1450 à Covilhã (Beira) et mort après 1525 en Éthiopie, est un diplomate et explorateur portugais de l'époque des grandes découvertes.
Après avoir atteint l'Inde en passant par Le Caire et Aden (1487-1491), il part pour l'Éthiopie en 1494, mais y est retenu jusqu'à son décès dont la date exacte n'est pas connue.
Il est le premier explorateur européen à avoir atteint l'Afrique sud-orientale. 

## Biographie

### Le voyage en Asie (1487-1491)
En 1487, le roi de Portugal Jean II (1481-1495) cherchant à obtenir des informations précises sur l'Orient et l'Asie, envoie Pêro de Covilha et Afonso de Paiva, qui parlent couramment l'arabe, visiter l'Inde et le royaume du prêtre Jean, qui est supposé être en Abyssinie. 
Les deux hommes partent de Santarém le 7 mai 1487. Ils passent par Valence, Barcelone, Naples et Rhodes, puis Alexandrie. Ils sont à Aden au cours de l'été 1488. 
Ils se séparent alors, Paiva part vers l'Abyssinie et Covilha vers l'Inde
Il visite l'Arabie, puis, en Inde, Calicut, Cananor, Goa, puis les côtes orientales de l'Afrique.
À la fin de 1489 il se rend à Sofala (dans l'actuel Mozambique), puis revient à Aden et au Caire en 1490 ou 1491. Il apprend alors la mort d'Alfonso de Paiva, survenue vers 1490 au cours de son voyage en Éthiopie.

### Voyage et séjour en Éthiopie (1494-1525...)
Parti en Éthiopie en 1494, il y est bien accueilli par le Négus Eskender (c'est-à-dire Alexandre) (1471-1494), qui est tué  à la guerre peu après son arrivée. 
Pêro da Covilhã est contraint par le Négus Naod (?-1508), oncle d'Eskender, de rester dans le pays, au motif qu'un étranger entré dans le pays n'a pas le droit de repartir. Il reçoit des terres et fonde une famille. 
À la mort de Naod, il devient conseiller de la régente Hélène, mère d'Eskender et du nouveau Négus, David II. Deux voyageurs portugais l'informent alors de la marche du monde (avènement de Manuel Ier, voyage de Vasco de Gama, voyage de Pedro Cabral). Hélène envoie alors une ambassade à Lisbonne, conduite par Matthieu l'Éthiopien. 
Il finit ses jours en Éthiopie : on sait qu'il vit encore en 1525 puisqu'il transmet alors de nombreuses informations à un autre voyageur, Rodrigo de Lima, qui séjourne en Éthiopie de 1520 à 1526.